# Pacte nippo-soviétique

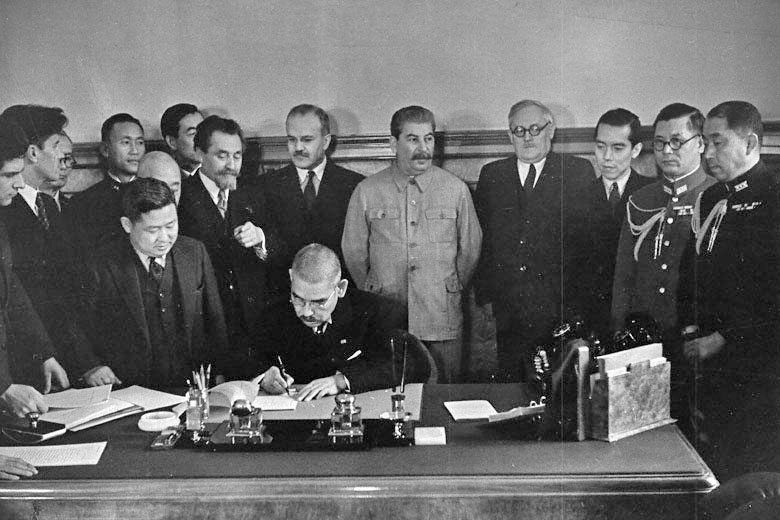
Le ministre japonais des Affaires étrangères Yōsuke Matsuoka signant le pacte.

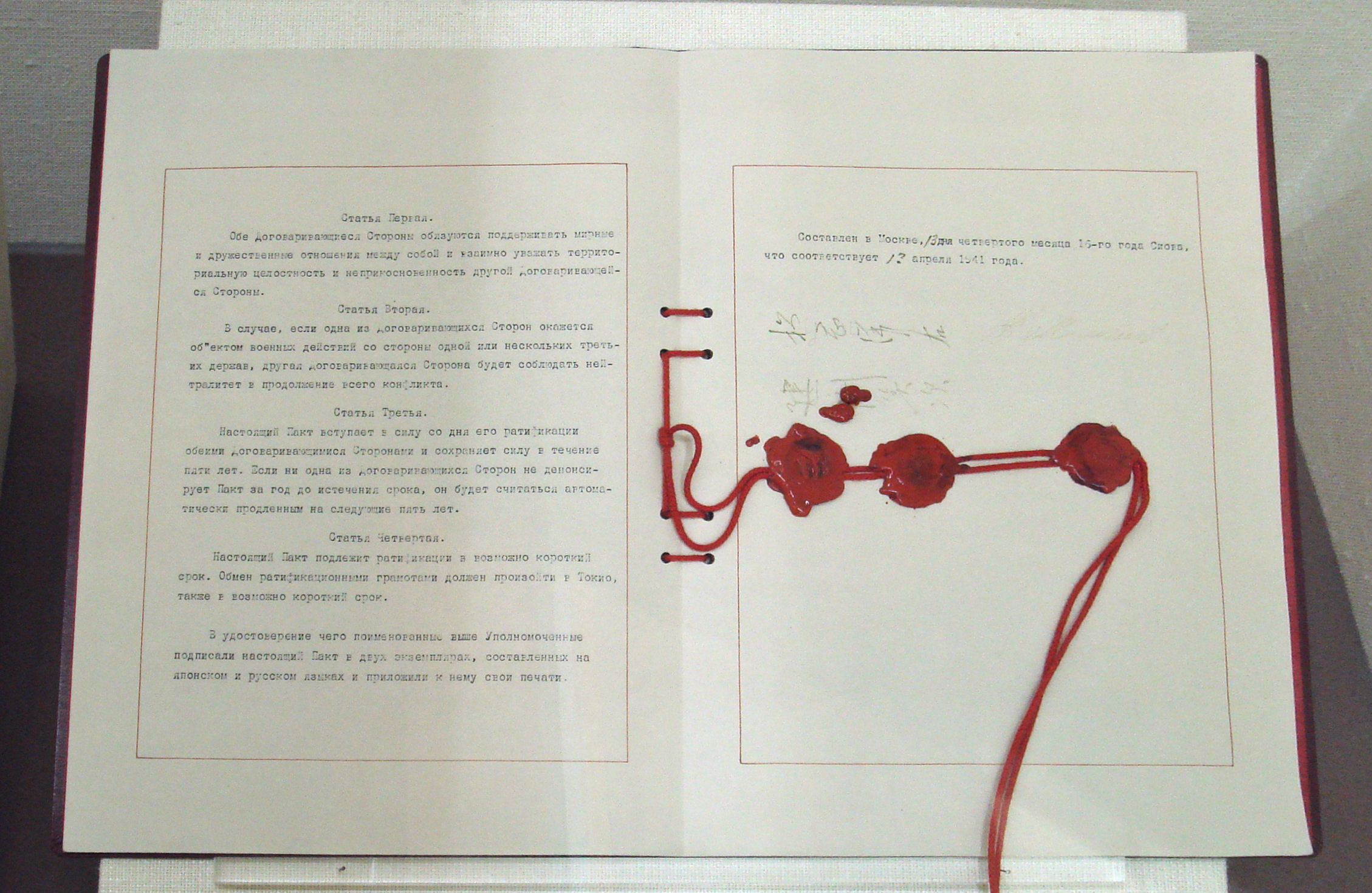
Texte du pacte.

Le pacte nippo-soviétique (officiellement le pacte de neutralité nippo-soviétique, 日ソ中立条約 Nisso Chūritsu Jōyaku, ou pacte de non-agression nippo-soviétique, 日ソ不可侵条約 Nisso Fukashin Jōyaku) est un pacte de non-agression signé le 13 avril 1941 à Moscou par l'empire du Japon et l'URSS, deux ans après la bataille de Khalkhin Gol.

## Clauses
Selon le traité, l'URSS s'engage solennellement à respecter l'intégrité territoriale du Mandchoukouo, tandis que le Japon s'engage à respecter l'intégrité territoriale de la République populaire de Mongolie pour une durée de 5 ans (article 3).
L'URSS souhaitait éviter un déploiement de ses forces en Extrême-Orient pour pouvoir se concentrer le théâtre européen de la Seconde Guerre mondiale, le Troisième Reich représentant l'ennemi principal. Le 9 août 1945, trois mois après la capitulation nazie et en rapport avec les bombardements nucléaires américains de Hiroshima et Nagasaki, l'Armée rouge envahit la Mandchourie après avoir déclaré la guerre au Japon la veille.